# Враницкий, Предраг
Предраг Враницкий (хорв. Predrag Vranicki; 21 января 1922, Бенковац, Королевство сербов, хорватов и словенцев – 31 января 2002, Загреб) — хорватский философ, представитель марксистского гуманизма, критического неомарксизма и школы «Праксис» в Югославии 1960-х годов.

## Биография
Предраг Враницкий родился в 1922 году в Бенковаце (Хорватия). Во время Второй мировой войны он прервал учебу на медицинском факультете, чтобы присоединиться к партизанскому движению. Сражался против фашистской оккупации в рядах Народно-освободительная армии Югославии.
После войны он окончил философский факультет Загребского университета в 1947 году, после чего работал на кафедре философии в качестве ассистента, а в 1951 году — получил докторскую степень на философском факультете Белградского университета. В 1954 году стал доцентом, а в 1962 году — профессором. В течение многих лет был заведующим кафедрой теоретической философии, а также кафедрой марксистской философии.
С 1964 по 1966 год он был деканом философского факультета в Загребе, а с 1972 по 1976 год — ректором Загребского университета. В 1967 году вместе с профессором Владимиром Филиповичем основал Институт философии и стал его первым директором. Вышел на пенсию в 1976 году после двух последовательных сроков на посту ректора.
В 1966 году Враницкий стал президентом Югославского философского общества, а в 1973 или 1979 году избран действительным членом Югославской (ныне Хорватской) академии наук и искусств.
Предраг Враницкий был активным участником Корчульской школы. Он участвовал в создании (1964—1965) и издании марксистско-диссидентского журнала «Праксис» (Praxis) в качестве члена его редколлегии до закрытия в 1974 году. Объединил мыслителей различных направлений в рамках «Загребского философского кружка» и публиковал их труды.
В 1990-х годах он держался в стороне от политических передряг, продолжая работать над своим главным трудом «Философия истории», который был опубликован незадолго до его смерти. За его ярую оппозицию сталинистской контрреволюции Зоран Милошевич назвал его «наиболее последовательным троцкистом» среди университетских профессоров титоистской Югославии..

## Основные труды
Считается одним из самых плодовитых автором в истории хорватской философии. Он написал в общей сложности 18 книг, что также сделало его самым переводимым хорватским философом (4 его книги, в том числе его главная работа «История марксизма», переведены в общей сложности на 10 иностранных языков). Его интересовали проблемы марксизма, гуманизма, истории и свободы. Основные сочинения автора:
- Диалектический и исторический материализм (1958)
- История марксизма (1961, 3 тома)
- Карл Маркс: Развитие его мысли
- Марксизм и социализм (1979)
- Философские исследования (1979)
- Социалистическая альтернатива (1982)
- Философия истории (1988)